# Риггс, Бобби
Ро́берт Ла́римор (Бо́бби) Риггс (англ. Robert Larimore „Bobby“ Riggs; 25 февраля 1918, Лос-Анджелес — 25 октября 1995, Энсинитас, Калифорния) — американский теннисист, теннисный промоутер и тренер, первая ракетка мира среди любителей (1939) и среди профессионалов (1946, 1947).
Риггс, начавший заниматься теннисом в 11 лет под руководством доктора Эстер Бартош, выиграл свой первый турнир Большого шлема в возрасте 21 года, а всего с 1939 по 1941 год шесть раз завоёвывал чемпионский титул на этих турнирах в мужском одиночном, мужском парном и в смешанном парном разрядах. В 1938 году стал обладателем Кубка Дэвиса в составе сборной США. Перейдя в профессиональный теннис в конце 1941 года, стал впоследствии трёхкратным чемпионом США среди профессионалов и победителем профессиональных туров 1946 и 1947 годов. Не обладая выдающимися физическими данными, Риггс компенсировал это точной, безошибочной игрой, продуманной тактикой и психологическим давлением на соперников.
Позднее Риггс организовывал профессиональные теннисные туры и работал теннисным тренером в ряде курортных отелей США. Был одним из ведущих игроков мира среди теннисистов-ветеранов, в 1967 году став членом Национального зала теннисной славы. Значительное время уделял игре в гольф на деньги. Большой общественный резонанс получил его теннисный матч 1973 года против Билли Джин Кинг, известный как «Битва полов» и закончившийся победой женщины-теннисистки.

## Детство и начало теннисной карьеры
Бобби Риггс родился в 1918 году в семье проповедника, принадлежащего к церкви Христа. Его отец, Гидеон Райт Риггс, и мать, Агнес, были уроженцами Теннесси, перебравшимися в Калифорнию в начале века. Бобби был шестым сыном и последним из семи детей в семье; все братья, кроме одного, были намного старше его — разница в возрасте составляла от семи до 14 лет.
Соревновательный дух и любовь к заключению всевозможных пари у Бобби выработались с детства благодаря желанию угнаться за старшими братьями и заслужить их одобрение. Он активно занимался баскетболом, бейсболом, американским футболом, лёгкой атлетикой и боксом, побеждая как своих сверстников, так и мальчиков старше себя. Когда старший брат Джон научил его играть в настольный теннис, Бобби начал усиленно тренироваться, не останавливаясь до того момента, когда начал того обыгрывать. Он выступал за школьную бейсбольную команду и выигрывал соревнования по бегу на дистанциях 50 и 75 ярдов. Теннисом Риггс-младший начал заниматься случайно, придя в 11 лет вместе со старшим братом на общественный корт и решив попробовать себя в этом новом для него виде спорта. Его неумелая, но настойчивая и азартная игра привлекла внимание доктора Эстер Бартош — преподавательницы анатомии в университете Южной Калифорнии и третьей ракетки Лос-Анджелеса среди женщин. По словам спортивной журналистки Селены Робертс, Бартош увидела в игре Бобби «эквивалент потерянного Моне на барахолке».
Когда Бартош предложила тренировать Бобби, он выпросил у школьного учителя обгрызенную его собакой старую теннисную ракетку, часть струн которой была уже порвана. Когда через две недели эта ракетка сломалась, он выменял у соседского мальчика подаренную тому сестрой ракетку на сотню шариков для игры в марбл и два битка; свою первую новую ракетку он получил от наставницы в подарок на двенадцатилетие в феврале 1930 года. Бартош прививала Риггсу стиль игры, похожий на свой собственный — терпеливый, основанный на игре на задней линии, максимально точных попаданиях мяча в корт, исключении риска со своей стороны и терпеливом ожидании ошибок соперника.
Бездетная университетская преподавательница сблизилась с мальчиком настолько, что годы спустя люди, знавшие его, уверенно утверждали, что его собственные родители передали ей Бобби на воспитание (на самом деле Гидеон и Агнес мало что понимали в теннисе и не одобряли это увлечение сына, из-за которого он пропускал воскресные службы, но не препятствовали ему заниматься теннисом). Не довольствуясь тем, что она сама могла дать своему ученику, Бартош оформила Риггсу абонемент в Лос-Анджелесский теннисный клуб, членами которого в то время состояли сильнейшие теннисисты США, включая Билла Тилдена и Эллсуорта Вайнза. В клубе регулярно происходила передача опыта от старших членов младшим, получавшим от них бесплатные уроки. Там же игроки в свободное время между матчами держали пари на их результаты (иногда на скромные денежные суммы, но чаще на бутылку «Кока-колы» или новые теннисные мячи). Именно при этих обстоятельствах выяснилось, что психологическое давление, от которого страдала игра многих других теннисистов, только улучшает игру Бобби. По словам его одноклубника Бена Пресса, Риггс практически ни с кем не играл, не побившись перед этим об заклад — без этого матчи теряли для него интерес.
Через три месяца занятий с Бартош Бобби принял участие в своём первом детском турнире, сразу же дойдя до финала. Месяц спустя на очередном турнире он, снова в финале, взял реванш у своего недавнего обидчика и после этого в течение двух лет не знал поражений, став сильнейшим игроком Южной Калифорнии в возрастной категории до 13 лет. Его манера игры вызывала недовольство у президента Теннисной ассоциации Южной Калифорнии Перри Т. Джонса (убеждённого апологета агрессивной атакующей игры serve-and-volley, при которой подающий игрок сразу выходит к сетке): Джонс считал, что у Риггса недостаточно сильный удар, недостаточно высокий рост для мощной подачи и недостаточно длинные руки для успешных выходов к сетке — таким образом, он никогда не станет хорошим игроком. Однако в 14 лет тот выиграл в Беркли чемпионат Калифорнии среди мальчиков, добравшись на него автостопом и ночуя в здании местной церкви Христа. В следующем году Риггс стал полуфиналистом национального первенства США среди мальчиков в Калвере (Индиана). Поражение в полуфинале довело его до слёз, что заставило Бартош заняться воспитанием у своего подопечного безукоризненных спортивных манер. Угроза бросить занятия с ним заставила Риггса отнестись к вопросу этикета серьёзно, не теряя лица ни при каких обстоятельствах, и Эллисон Данциг в «Теннисной энциклопедии Бада Коллинза» отмечает, что впоследствии его не могли вывести из себя даже самые тяжёлые поражения.

## На пути в теннисную элиту (1933—1936)
1933 год был ознаменован для 15-летнего Риггса первым участием во взрослом теннисном чемпионате. Это был чемпионат Калифорнии, детский аналог которого он выиграл за год до этого (а в 1933 году уступил в финале). Путь на взрослом чемпионате, однако, оказался коротким: уже в первом круге жребий свёл Бобби с его одноклубником, 17-летним Доном Баджем, физические кондиции которого были настолько высоки, что Риггс сумел лишь вырвать у соперника один сет. Позже он дошёл до финала на национальном чемпионате среди мальчиков, уступив тому же сопернику, что и в чемпионате штата — Бобби Хармону из Северной Калифорнии. В 1934 году Риггс, которому исполнилось 16 лет, перешёл из соревнований для мальчиков в юношеские турниры, где играло множество теннисистов старше и мощней его. Ему пришлось приноравливаться к новым обстоятельствам: теперь они с Бартош готовились к каждому сопернику индивидуально, изучая его сильные и слабые стороны. Бобби, предпочитавший оборонительную игру с задней линии в ожидании ошибок соперника, начал по необходимости осваивать и выходы к сетке. Одновременно он выступал за сборную своей школы в соревнованиях между школами; остальные игроки его команды были настолько слабей, что соперники в основном сознательно ставили против Риггса самого слабого соперника, рассчитывая выиграть все остальные встречи. На индивидуальном же уровне он превосходил всех, с кем играл, три раза подряд выиграв чемпионат Калифорнии среди школьников.
К 1935 году и Дон Бадж, и Джин Мако, бывший на год старше Риггса, вышли из юниорского возраста, и Бобби оказался единоличным лидером калифорнийского юношеского тенниса. Джо Хант, второй номер в Калифорнии в этой возрастной категории, встречался с ним за год 17 раз и каждый раз проигрывал. Не стал исключением и юношеский чемпионат США, где в финале Риггс победил Ханта в пятисетовом матче, который, по описанию журнала American Lawn Tennis, «оставил у зрителей на трибунах мозоли на ладонях от аплодисментов». Журнал высоко оценил Риггса — «мальчика, понимающего теннис, как ветеран, и обладающего кучей разнообразных ударов, умной тактикой и превосходными способностями доставать мячи». По итогам чемпионата планировалась его поездка на Уимблдонский турнир 1935 года, однако она была отменена национальным теннисным руководством (биограф Риггса Том Лекомпт даёт понять, что за этой отменой стоял Перри Джонс). В том же году на чемпионате Тихоокеанского побережья в Беркли Бобби обыграл Фрэнка Шилдса — в недавнем прошлом финалиста чемпионата США и Уимблдонского турнира, но в финале в четырёх сетах уступил Баджу.
Вместо поездки в Лондон Риггс в 1936 году отправился на восток страны, где проходила серия самых престижных в США турниров на травяных кортах, венцом которой был национальный чемпионат США. В это время он сошёлся со спортивным импресарио Джеком дель Валле, располагавшим обширными знакомствами в светских кругах США. С помощью дель Валле он стал постоянным участником теннисных турниров по всей стране, регулярно одерживая на них победы и создавая себе имя среди болельщиков. В частности, на чемпионате США на грунтовых кортах Бобби победил как в одиночном, так и в парном разряде (а в следующие два года становился чемпионом США на грунтовых кортах в одиночном разряде ещё дважды). Ко всеобщему удивлению (включая своё собственное) Риггс, выросший на бетонных кортах Калифорнии, успешно приспособился и к быстрым и ненадёжным травяным газонам. Он выиграл уже первый свой турнир на траве — в Глен-Коув (Нью-Йорк), а позже добавил к этому титулу победу на престижном турнире в Ньюпорте, где стал самым молодым чемпионом в истории. Перед чемпионатом США юноша огласил для журналистов свой «пятилетний план», в который входило попадание в десятку сильнейших игроков страны в текущем сезоне, в сборную США на Кубке Дэвиса в 1937 или 1938 году, выигрыш национального первенства в 1938 или 1939 году и первое место в мировой иерархии к концу 1930-х годов (с возможным переходом в профессионалы после этого). На самом чемпионате США, проходившем на травяных кортах нью-йоркского района Форест-Хилс, Бобби дошёл до четвёртого круга, где проиграл Джону ван Рину после бессонной ночи, проведённой за игровым столом. По итогам 1936 года баланс встреч Риггса во взрослых турнирах был 42-7 (86 % побед), что уступало только показателю Баджа. Бобби занял четвёртое место в рейтинге USTA, пропустив вперёд только Баджа, Фрэнка Паркера (которого обыгрывал в финалах на чемпионате США на грунтовых кортах и в Ньюпорте) и Битси Гранта.
По окончании травяного сезона 1936 года в восточных штатах Риггс по предложению Гарднара Маллоя, возглавлявшего теннисную программу университета Майами, попытался начать учёбу в этом вузе. Однако он почти не появлялся на занятиях и через короткое время после поступления был отчислен. По возвращении в Калифорнию с ним, помимо Эстер Бартош, начала заниматься Элинор Теннант — на тот момент тренер ведущей американской теннисистки Элис Марбл. Если Бартош ставила Риггсу стиль игры, то Теннант обучала его стратегии и тактике, навыкам анализа игры соперника. В этот период Бобби и Элис часто играли друг против друга, и позже Марбл вспоминала, что, хотя его манера игры больше напоминала женскую, чем у других её спарринг-партнёров мужского пола, бороться с ним было крайне сложно, поскольку он вытаскивал все мячи подряд.

## Погоня за Баджем (1937—1938)
Хотя Бобби по итогам 1936 года занимал во внутреннем рейтинге США четвёртое место, его обошли приглашением в национальную сборную, участвовавшую в розыгрыше Кубка Дэвиса 1937 года. В команду, помимо Баджа, вошли Паркер, Битси Грант и Джин Мако — игроки, которых Риггс обыгрывал в предыдущем сезоне — и Уэйн Сабин, теннисист, даже не входивший в первую десятку национального рейтинга, в качестве запасного. Том Лекомпт снова связывает такое несправедливое по отношению к Риггсу решение с влиянием Перри Джонса. Вместо поездки со сборной на матчи Кубка Дэвиса Бобби разъезжал по небольшим турнирам в США, иногда договариваясь об участии в двух одновременно и затем делая выбор между ними в последний момент. Популярность Риггса привела к тому, что организаторы турниров старались заполучить его в число участников и были готовы платить за это. На его результаты делались серьёзные ставки в тотализаторе. Всё это шло вразрез со строго любительским характером соревнований, и чтобы Риггс не был дисквалифицирован, один из его основных спонсоров, президент компании Wilson Sporting Goods Л. Б. Айсли, организовал ему фиктивное место работы — сначала в составе группы по разработке собачьего корма, а затем в отделе связей с общественностью и в качестве тренера в одном из колледжей рядом с Чикаго.
Когда сборная США вернулась на родину с завоёванным Кубком Дэвиса, Риггс уже был безоговорочным лидером среди остальных американских теннисистов, а в недели, предшествующие чемпионату США, успел обыграть и Паркера с Грантом. С начала сезона и до чемпионата США он потерпел всего два поражения — от Дона Баджа в финале в Ньюпорте и от Джо Ханта в Юте. Во втором круге чемпионата США Бобби обыграл в четырёх сетах и Джина Мако и дошёл до полуфинала, где встретился с немцем Готфридом фон Краммом. Фон Крамм, один из лучших теннисистов-любителей в мире, на равных боролся с Баджем в Кубке Дэвиса и считался одним из претендентов на звание первой ракетки мира. Тем не менее Риггс сумел выиграть у него первые два сета (причём первый всухую). Затем, однако, дала себя знать усталость: Бобби, как обычно, старался достать каждый мяч, и фон Крамм грамотно измотал его, выиграв затем три сета подряд. После матча немец расточал комплименты своему молодому сопернику и предрекал, что, если тот усилит игру с лёта и будет чаще выходить к сетке, то для него не останется непреодолимых противников. В финале фон Крамм снова на равных сражался с Баджем и опять, как в Кубке Дэвиса, уступил тому в пяти сетах. Всего через месяц, в Беркли, Риггс взял реванш у фон Крамма, победив его в той же манере, в которой проиграл в Нью-Йорке — непрерывно гоняя соперника из одного угла корта в другой, но не отдав при этом ни одного сета. В финале он в очередной раз уступил Баджу, сумев победить только в первом сете. В мировом рейтинге сильнейших теннисистов-любителей, ежегодно составляемом газетой Daily Telegraph, Бадж и фон Крамм заняли соответственно первое и второе места, а Риггс был пятым, пропустив вперёд также чемпиона Франции немца Хеннера Хенкеля и финалиста Уимблдонского турнира Банни Остина. В рейтинге USTA он поднялся на вторую строчку — сразу после Баджа. При этом Бобби оставался одним из самых неудобных соперников для Баджа, максимально затрудняя использование тем его основного оружия — мощных ударов — за счёт умелого использования укороченных мячей справа и слева и свечей непредсказуемой дальности.

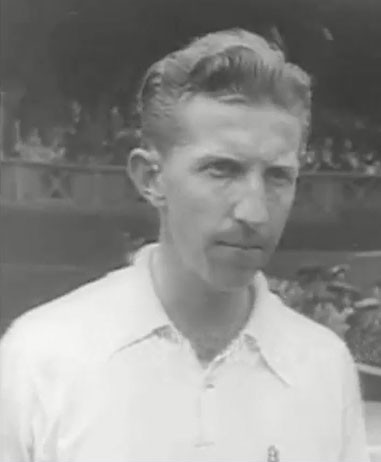
Дон Бадж в 1938 году. Первый в истории Большой шлем ещё не завоёван.

В декабре 1937 и первой половине 1938 года Риггс выезжал на турниры из Чикаго, где официально было его рабочее место в компании Wilson. Он играл в Новом Орлеане, Флориде, Хьюстоне, Атланте и Чаттануге, затем, весной, на Среднем Западе, к июлю сыграв больше ста матчей во всех разрядах, 13 раз появившись в финалах и завоевав 11 титулов. Он в третий раз подряд выиграл чемпионат США на грунтовых кортах — первый случай за почти тридцатилетнюю историю этого турнира — и Чемпионат трёх штатов в Цинциннати, где не отдал соперникам ни одного сета. В период с 13 июня по 13 августа в отсутствие Баджа, который выступал в Европе, борясь за первый в истории тенниса Большой шлем, Риггс выиграл десять турниров подряд, доказав своё право на выступление в рядах сборной в раунде вызова Кубка Дэвиса. Изменив своей обычной игре на задней линии, он часто шёл к сетке и играл с лёта. На сей раз Бобби попал в сборную, которой предстоял матч за Кубок Дэвиса против австралийцев, но предполагалось, что его игры не повлияют на общий результат матча, поскольку Бадж выиграет обе своих встречи в одиночном разряде и победит в паре с Мако. Оказалось, однако, что победа Риггса в первой игре над Адрианом Квистом стала ключевой для всего матча, так как Квист и Джон Бромвич сумели выиграть парную встречу. Бадж выполнил свою основную задачу, победив обоих австралийцев в личных встречах, и пятая игра между Бромвичем и Риггсом уже ничего не решала. В результате Бобби полностью потерял к ней интерес, едва не опоздал к её началу, доигрывая партию в бильярд, и уступил Бромвичу в четырёх сетах. После этого на чемпионате США ожидался финал между Баджем и Риггсом, но Бобби неожиданно проиграл в четвертьфинале малоизвестному теннисисту Гилу Ханту со счётом 2-6, 6-0, 7-9, 6-0, 4-6 (позже он жаловался, что в тот день Хант играл то бесподобно, то отвратительно, и ему никак не удавалось приноровиться к такой игре). Тем не менее за год у него сохранился отличный баланс побед и поражений (58—7), а в мировом рейтинге он поднялся на четвёртую строчку — после Баджа, Банни Остина и Бромвича.

## Пик любительской карьеры (1939—1941)
Лучшие результаты Риггса в любительском теннисе приходятся на период с 1939 по 1941 годы, когда Дон Бадж после завоевания Большого шлема ушёл в профессионалы. Когда это произошло, Риггс автоматически стал первой ракеткой США, что означало гарантированную поездку на Уимблдон (за год до этого ему отказали в такой поездке в ранге второй ракетки). Такая ситуация позволила ему пропустить часть зимне-весеннего сезона, посвятив эти месяцы ухаживанию за своей девушкой — Кэтрин (Кей) Фишер. В мае 1939 года Риггс отбыл в Европу, чтобы впервые принять участие в европейских турнирах Большого шлема. В этот год состав участников чемпионата Франции и Уимблдонского турнира был слабей обычного: Бадж окончил любительскую карьеру, Джо Хант был занят на военной службе, ведущие австралийцы пропускали европейские турниры, чтобы сосредоточиться на борьбе за Кубок Дэвиса, а представители ряда европейских стран предпочли остаться дома из-за напряжённой международной обстановки. В этих условиях Риггс, для оборонительного стиля которого французские грунтовые корты подходили как нельзя лучше, расценивался как основной претендент на победу. Он действительно дошёл до финала, но там сенсационно проиграл Дону Макниллу, занимавшему по итогам 1938 года только 13-е место во внутреннем американском рейтинге. Сенсация, однако, была не такой громкой, как могло показаться: до этого Макнилл уже выбил из борьбы седьмую ракетку мира Элвуда Кука, а в преддверии чемпионата Франции, участвуя в показательном турне, охватывавшем Азию, Европу и Египет, успел обыграть фон Крамма, ведущего японского теннисиста Дзиро Ямагиси и звезду индийского тенниса Гауса Мохаммеда. Макнилл, не выигравший до этой встречи ни одного сета у Риггса в более чем десятке матчей, в финале сыграл лучше, чем когда бы то ни было, победив в трёх сетах и взяв по ходу 13 геймов подряд. Том Лекомпт связывает неудачную игру Риггса с тем, что тот никак не мог подобрать подходящую ракетку.
Поиски ракетки продолжались и после переезда в Англию. На предшествующем Уимблдону чемпионате Королевского клуба в Лондоне Риггс вышел на матч с фон Краммом с 12 ракетками, меняя их после каждого проигранного гейма, и был разгромлен 6-0, 6-1. Однако на Уимблдонский турнир фон Крамм допущен не был из-за того, что был осуждён в нацистской Германии за мужеложство. Риггс начал Уимблдонский турнир в ранге одного из главных фаворитов, будучи посеян под вторым номером сразу за Банни Остином. Букмекеры принимали на него ставки в соотношении три к одному; его шансы оценивались достаточно высоко и в мужском парном разряде. Принято считать, что, узнав об этом, Риггс сам сделал тройную ставку: он поставил 500 долларов (около 40 % средней годовой зарплаты в США в это время) на свою победу в одиночном разряде, весь выигрыш в случае успеха — на свою победу в мужских парах и весь выигрыш в этом случае — на свою победу в миксте. Через две недели, в ранге чемпиона во всех трёх разрядах, он забрал у букмекера свой выигрыш — около 108 тысяч долларов. Из опасения санкций со стороны USTA Риггс положил этот выигрыш в английский банк и в результате потерял к нему доступ на шесть лет из-за начавшейся в сентябре Второй мировой войны (в интервью 1985 года он рассказывал, что позже растратил выигрыш на неудачные ставки за игровым столом и на скачках). Том Лекомпт, однако, указывает на несоответствие между этой историей, рассказанной Риггсом в своей автобиографии 1973 года, и пересказом событий из его первой биографии (Tennis Is My Racket, с англ. — «Теннис — моя работа»), вышедшей в 1949 году: согласно этой более ранней версии, Бобби поставил десять долларов на свою победу только в одиночном разряде и получил 40 долларов по окончании турнира. Впрочем, версию с тройной ставкой косвенным образом подтверждают воспоминания Элис Марбл и английского теннисиста Джона Одиффа (последние вышли ещё в 1949 году). Что касается самой игры нового чемпиона, она разочаровала как зрителей, начавших в массовом порядке покидать трибуны уже во втором сете мужского финала между Риггсом и Элвудом Куком, так и спортивных журналистов Англии и США, называвших этот матч самым тусклым финалом в истории турнира, а самого Риггса — посредственным игроком. В интервью, взятом у ведущих игроков профессионального тура — Билла Тилдена, Фреда Перри и Эллсуорта Вайнза, — те были единодушны, невысоко оценив класс Риггса.
| Места в любительском рейтинге по годам | Места в любительском рейтинге по годам | Места в любительском рейтинге по годам |
| Год                                    | Рейтинг USTA                           | Рейтинг Daily Telegraph                |
| -------------------------------------- | -------------------------------------- | -------------------------------------- |
| 1936                                   | 6                                      |                                        |
| 1937                                   | 2                                      | 5                                      |
| 1938                                   | 2                                      | 4                                      |
| 1939                                   | 1                                      | 1                                      |
| 1940                                   | 2                                      | -                                      |
| 1941                                   | 1                                      | -                                      |

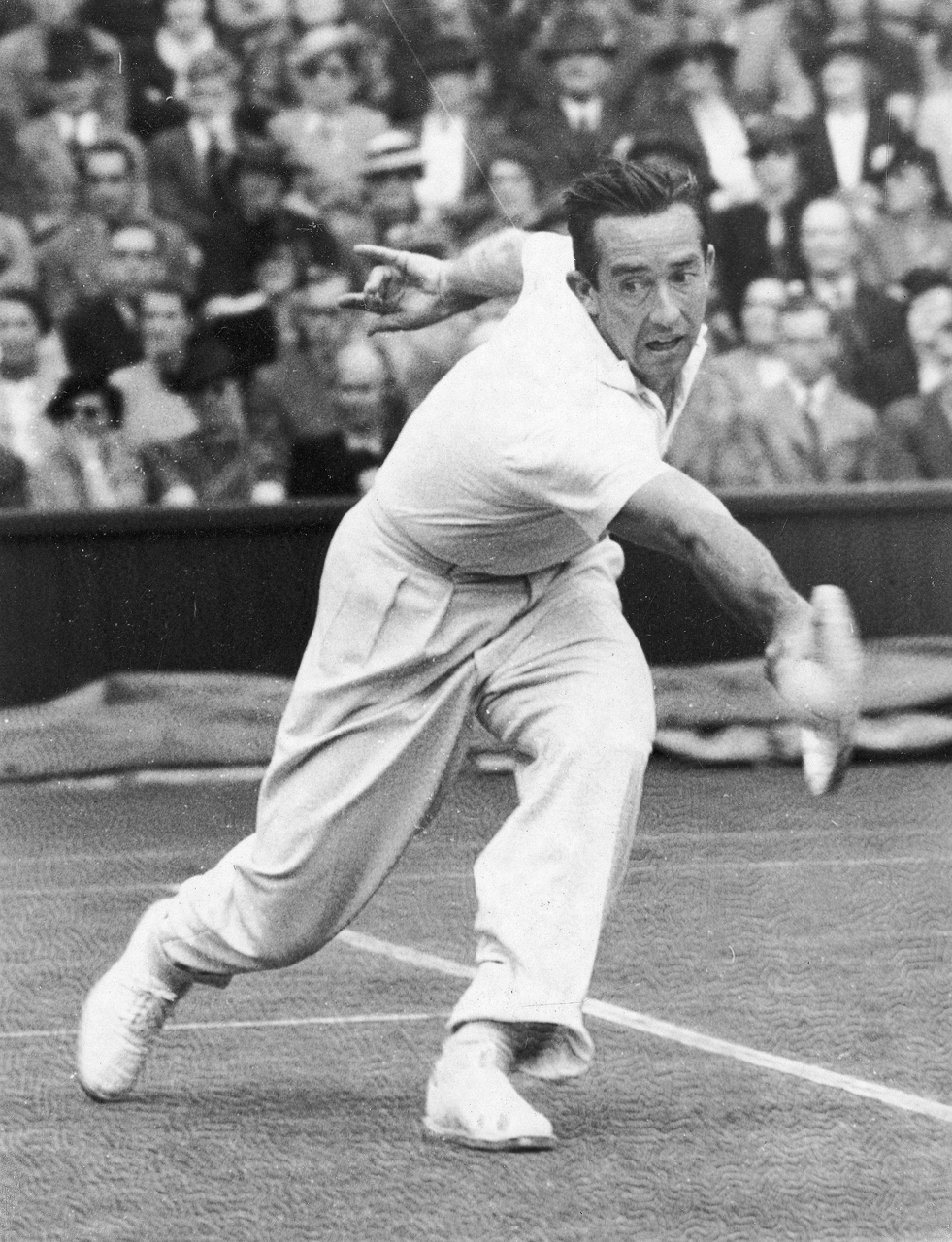
В 1939 году Элвуд Кук проиграл Риггсу в одиночном финале Уимблдона, но в мужских парах победил вместе с ним.

По возвращении в США в ранге абсолютного чемпиона Уимблдонского турнира Риггс принял участие в матче за Кубок Дэвиса — как и год назад, с австралийцами. После первого дня американская сборная лидировала 2:0 благодаря победам, которые одержали Бобби и 18-летний Джек Креймер соответственно над Бромвичем и Квистом. Однако после того, как австралийцы отыграли одно очко в парной встрече, Риггс крайне неровно выступил в последний день в игре с Квистом, который беспрерывно атаковал. Проигрывая два сета, Бобби сумел сравнять счёт, но его соперник сумел сохранить больше сил к пятой партии, которую и выиграл со счётом 6-4, после чего Бромвич обыграл Креймера, отобрав Кубок Дэвиса у американцев. Несмотря на это поражение, на чемпионате США Риггс был посеян под первым номером, по пути в финал отдал соперникам всего два сета, а там легко переиграл обладающего сильным ударом, но недостаточно опытного Уэлби ван Хорна. 9 декабря того же года он женился на Кей Фишер, уже на следующий день после свадьбы приняв участие в чемпионате Чикаго в помещениях и отыграв за один день 15 сетов в четырёх матчах. По итогам 1939 года Бобби Риггс был назван газетой Daily Telegraph лучшим теннисистом мира, после чего составление ежегодных рейтингов не возобновлялось до конца Второй мировой войны.
Женатая жизнь началась для Риггса с целой серии труднообъяснимых поражений от соперников намного более низкого класса в турнирах во Флориде. Кей была убеждена, что ему мешает её присутствие. Тот факт, что именно после того, как ей пришлось вернуться в Чикаго из-за тяжёлой болезни матери, Бобби снова начал побеждать, выиграв пять турниров, ещё сильней убедил её в том, что вдали от неё муж играет лучше. Однако Том Лекомпт предполагает, что дело было скорее в том, что Риггс сам себя изматывал, стараясь получить как можно больше денег от организаторов турниров, пока остаётся первой ракеткой мира. К началу травяного сезона Бобби вернулся в оптимальную форму, из 15 турниров, предшествовавших чемпионату США, выиграв девять. Он сумел стать абсолютным чемпионом США в помещениях, победив в одиночном разряде, в мужских парах с Куком и в смешанных парах с Полин Бетц. Организатор профессионального теннисного тура Джек Харрис дал ему понять, что после второй победы в чемпионате США ждёт его присоединения к Баджу, Вайнзу и Перри; сумма контракта должна была составить 25 тысяч долларов. Однако перед чемпионатом Бобби застудил грудь, а к финалу против Дона Макнилла его состояние ещё ухудшилось, так что он даже подумывал о том, чтобы сдать матч, не выходя на корт. Тем не менее он явился на игру и даже сумел повести 2-0 по сетам, но после этого уже не мог перебороть слабость и проиграл три сета подряд. Несмотря на поражение, его игру в этом финале публика и пресса оценили намного выше, чем в победных финалах прошлогодних Уимблдона и чемпионата США. Риггс всё же не остался совсем без титула чемпиона США, победив с Элис Марбл в смешанных парах. После поражения от Макнилла Бобби вёл себя на корте, как подобает джентльмену, но позже обвинил в этой неудаче жену: накануне финала она оставила открытым на ночь гостиничное окно, и Риггс связывал ухудшение самочувствия с этим фактом. Позже он пришёл в себя, в одном из завершающих сезон турниров на Западном побережье обыграв Макнилла в финале в пяти сетах, причём сумел сделать это, проигрывая 0-2 по сетам. В целом за сезон Риггс выиграл 13 турниров из 19, в которых участвовал, и победил Макнилла в четырёх встречах из семи, но в итоговом рейтинге USTA остался на втором месте, пропустив Макнилла вперёд. В таких условиях переход в профессионалы был невозможен — Бобби как экс-чемпион и вторая ракетка национального рейтинга был не столь привлекателен для публики.
В конце 1940 года Риггс начал усиленно тренироваться и сел на богатую протеинами диету, основу которой составляли молочно-яичные коктейли. Он участвовал во множестве турниров, даже не столько ради получаемых «под столом» вознаграждений, сколько с целью закалить себя психологически. Чемпион США Макнилл в новом сезоне не показывал своей лучшей игры, проигрывая все встречи подряд не только Риггсу, но и другому молодому теннисисту — Фрэнку Коваксу, известному как своими сильными ударами, так и непредсказуемой, шутовской манерой поведения на корте и за его пределами. Бобби тоже на первых порах затруднялся подобрать ключи к стилю Ковакса, проиграв ему четыре встречи подряд, но, внимательно изучив манеру игры нового соперника, начал брать над ним верх, и к лету счёт их личных встреч был уже 4-4. Его собственная игра стала более разнообразной, он не оставался больше на задней линии, но смело шёл к сетке, а его удары стали более мощными. Несмотря на это, перед чемпионатом США фаворитами публики оставались Макнилл и Ковакс, и после того, как жеребьёвка свела их в полуфинале, предполагалось, что тот из них, кто возьмёт верх в этом поединке, затем станет и чемпионом. Из этой половины сетки в финал вышел Ковакс, а его соперником стал Риггс, победивший в четвертьфинале Джо Ханта, а в полуфинальном пятисетовом поединке — Теда Шрёдера. В финальном матче, где Ковакс считался фаворитом в соотношении 2:1, Риггс отдал ему первый сет, но затем, чередуя дальние и укороченные удары и умело разводя свои мячи по углам корта, вывел его из равновесия и утомил, взяв следующие три сета, а с ними матч и чемпионское звание. После финала тренер Ковакса Джордж Хадсон заявил прессе: «Бобби самый умный игрок, какого я видел в жизни. Попадались более великие игроки, но не более умные».

### Финалы турниров Большого шлема за карьеру

#### Одиночный разряд (3-2)
| Результат | Год  | Турнир              | Покрытие | Соперник в финале | Счёт в финале           |
| --------- | ---- | ------------------- | -------- | ----------------- | ----------------------- |
| Поражение | 1939 | Чемпионат Франции   | Грунт    | Дон Макнилл       | 5-7, 0-6, 3-6           |
| Победа    | 1939 | Уимблдонский турнир | Трава    | Элвуд Кук         | 2-6, 8-6, 3-6, 6-3, 6-2 |
| Победа    | 1939 | Чемпионат США       | Трава    | Уэлби ван Хорн    | 6-4, 6-2, 6-4           |
| Поражение | 1940 | Чемпионат США       | Трава    | Дон Макнилл       | 6-4, 8-6, 3-6, 3-6, 5-7 |
| Победа    | 1941 | Чемпионат США (2)   | Трава    | Фрэнк Ковакс      | 5-7, 6-1, 6-3, 6-3      |

#### Мужской парный разряд (1-0)
| Результат | Год  | Турнир              | Покрытие | Партнёр   | Соперники в финале      | Счёт в финале      |
| --------- | ---- | ------------------- | -------- | --------- | ----------------------- | ------------------ |
| Победа    | 1939 | Уимблдонский турнир | Трава    | Элвуд Кук | Фрэнк Уайлд Чарльз Хейр | 6-3, 3-6, 6-3, 9-7 |

#### Смешанный парный разряд (2-1)
| Результат | Год  | Турнир              | Покрытие | Партнёрша  | Соперники в финале           | Счёт в финале |
| --------- | ---- | ------------------- | -------- | ---------- | ---------------------------- | ------------- |
| Победа    | 1939 | Уимблдонский турнир | Трава    | Элис Марбл | Нэнси Браун Фрэнк Уайлд      | 9-7, 6-1      |
| Победа    | 1940 | Чемпионат США       | Трава    | Элис Марбл | Дороти Банди Джек Креймер    | 9-7, 6-1      |
| Поражение | 1941 | Чемпионат США       | Трава    | Полин Бетц | Сара Палфри-Кук Джек Креймер | 6-4 4-6 4-6   |

### Финалы Кубка Дэвиса
| Результат | Год  | Место проведения              | Команда                                         | Соперники                        | Счёт |
| --------- | ---- | ----------------------------- | ----------------------------------------------- | -------------------------------- | ---- |
| Победа    | 1938 | Филадельфия, США              | США: Д. Бадж, Дж. Мако, Б. Риггс                | Австралия: Дж. Бромвич, А. Квист | 3:2  |
| Поражение | 1939 | Хейверфорд, Пенсильвания, США | США: Дж. Креймер, Ф. Паркер, Б. Риггс, Дж. Хант | Австралия: Дж. Бромвич, А. Квист | 2:3  |

## Профессиональная карьера и участие во Второй мировой войне
После второй победы в чемпионате США Риггс выступил ещё в двух любительских турнирах на Западном побережье, проиграв в обоих. На этом он завершил этап карьеры, на котором, несмотря на негласные выплаты от организаторов турниров, считался любителем, и официально перешёл в профессионалы. Его первый контракт гарантировал ему 25 тысяч долларов за участие в профессиональном теннисном туре. Тур, в отличие от прошлых лет, организовывал не Джек Харрис, а лично Дон Бадж, который должен был получить 60 % от прибылей. Одновременно с Бобби в профессионалы перешёл и его соперник по финалу национального первенства Фрэнк Ковакс, и вместе с Баджем и Фредом Перри они сформировали состав предстоящего тура (к которому в отдельные моменты присоединялись, подменяя травмированных и больных игроков, Джин Мако, Лестер Стёфен и Билл Тилден). После блестящего старта Ковакса Риггс вышел в лидеры тура к 14 января, но в начале февраля заболел гриппом, и вперёд в общем зачёте вырвался Бадж, в дальнейшем только наращивавший преимущество. К концу тура, 6 апреля 1942 года, его личный счёт с Риггсом был 15—10, а общий баланс встреч — 52—18. Бобби окончил тур на общем втором месте с 26 победами и таким же количеством поражений. Сам тур оказался убыточным и был прерван до назначенного срока; Риггс и Ковакс получили гарантированные по контракту гонорары, а все убытки легли лично на Баджа.
По окончании тура Риггс начал участие в регулярных профессиональных турнирах, летом дойдя до финала профессионального чемпионата США, где победил в полуфинале Ковакса, а в финале был разгромлен Баджем. В парном разряде они выступали вместе и завоевали чемпионский титул. В рейтинге Ассоциации профессионального лаун-тенниса Соединённых Штатов (USPLTA), опубликованном в начале следующего года, Риггс занял второе место, сразу вслед за Баджем. Одновременно он работал теннисным тренером в гостинице-курорте в Чикаго, работая с богатыми постояльцами, а по воскресеньям устраивая показательные выступления. Позже Риггс устроился на работу экспедитором в одной из компаний Миннеаполиса. В феврале 1943 года Кей родила ему сына, которого тоже назвали Бобби.
Тем временем США втянулись в войну с Японией на Тихом океане, и в конце 1942 и начале 1943 года звёзды профессионального тенниса один за другим были призваны на военную службу. Риггс получил свою повестку в апреле 1943 года, всего через два месяца после рождения ребёнка, и был направлен в ВМФ США. Как он сам вспоминал позже, на роль образцового солдата он не годился, но его статус звезды спорта обеспечил ему более льготные условия службы (включая трёхдневный отпуск почти сразу после её начала, в ходе которого они с Кей зачали второго ребёнка — сына Ларри), а затем назначение на военную базу вдали от театра боевых действий. Вначале Риггс нёс службу на базе Аиеа в Гонолулу (Гавайи), где служили также игрок первой базы «Нью-Йорк Джайентс» Джонни Майз, шорт-стоп «Бруклин Доджерс» Пи Ви Риз, экс-чемпион мира по настольному теннису Бадди Блаттнер и экс-чемпион мира по боксу среди профессионалов Фред Апостоли. Бобби посещал с показательными выступлениями передовые позиции, попутно азартно играя в покер с однополчанами и в один из таких дней выиграв «Паккард», на котором ездил до конца пребывания в Гонолулу.
Когда летом 1944 года Риггса перевели на Гуам, он стал регулярным спарринг-партнёром вице-адмиралов Джона Гувера и Чарльза Локвуда. Вместе с ним на Гуаме служил его хороший знакомый и бывший партнёр на корте Уэйн Сабин. Флотское командование составило из них сборную, участвовавшую в серии матчей в формате Кубка Дэвиса против армейской команды, за которую выступали Дон Бадж и Фрэнк Паркер. Матчи проходили на Гуаме, Пелелиу, Улити и Сайпане, а последний состоялся в середине августа 1945 года на Тиниане. Хотя Бадж страдал от разрыва связок плеча, который продолжал сказываться на его игре в течение нескольких лет, он выиграл две первых личных встречи с Риггсом, но затем тот взял верх в трёх подряд. Бобби также выиграл три из пяти встреч с Паркером, но в парах они с Сабином не смогли соперничать на равных с армейским дуэтом. Военная служба Риггса завершилась в ноябре 1945 года, и уже в декабре он принял участие в первом послевоенном профессиональном турнире — Чемпионате мира среди профессионалов на хардовых кортах, который прошёл в его родном Лос-Анджелесе. Обыграв в полуфинале Фреда Перри, в финале Бобби снова встретился с Баджем. Не сумев реализовать восемь сетболов в первом сете, он резко усилил игру во втором, с максимальной эффективностью используя свои знаменитые свечи, а в третьем у Баджа начались судороги, и в дальнейшем борьбы не получилось — Риггс победил со счётом 9-11, 6-3, 6-2, 6-0. После этого в отсутствие Баджа он выиграл также профессиональный турнир в Санта-Барбаре, победив в финале Перри.

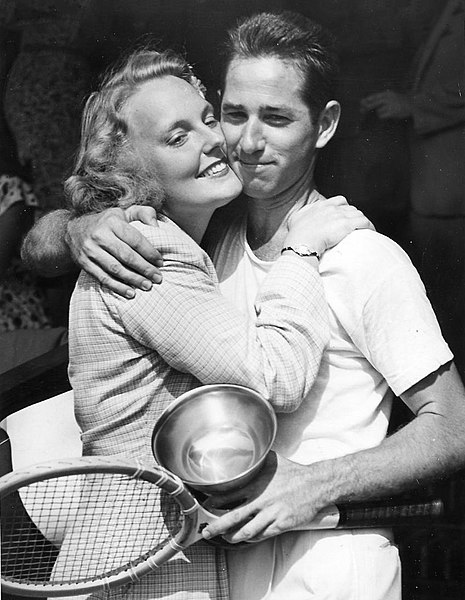
Риггс с женой Кей в 1946 году

Победу Риггса над Баджем в декабре 1945 года зрители и специалисты восприняли как случайность, связанную с неоптимальной физической формой знаменитого чемпиона. Однако и матч-реванш в январе 1946 года, снова в Лос-Анджелесе, закончился в пользу Риггса — Бадж выиграл первый сет и повёл во втором, но затем Бобби, отправлявший при каждом удобном случае свечи под заднюю линию, утомил его, отыграл два сетбола во втором сете и взял и этот сет, и два следующих. Билл Тилден, пытаясь объяснить участившиеся поражения Баджа от Риггса, писал, что последний играет не чтобы победить, как в прошлом, а чтобы не проиграть. Уже в феврале Дон и Бобби отправились в тур по Америке, промоутером которого был Джек Харрис. Первоначально планировалось, что тур будет состоять из 25 матчей, но Бадж начал его так плохо, что после 15 игр Риггс вёл в счёте 13-2, и это обесценивало дальнейшую борьбу. Поэтому тур был продлён, и его концовку Бадж провёл намного сильнее, уступив в итоге лишь с минимальным разрывом — по одним источникам 24-22, по другим 23-21. В финале чемпионата США среди профессионалов Риггс и Бадж снова встретились между собой, но на сей раз борьбы не получилось — Бобби не только победил в трёх сетах, но и отдал сопернику в двух последних всего по одному гейму.
Весной 1947 года на чемпионате США среди профессионалов в помещениях Риггс снова обыграл Баджа в трёх сетах, из которых реальная борьба шла только в одном. Позже они провели небольшой тур по Южной Африке и Европе, окончившийся со счётом 12-6 в пользу Бобби. После этого он уже сам организовал короткий тур, где играл с Фрэнком Коваксом и победил его 4-3. Однако в условиях, когда главная звезда предвоенного тенниса больше не показывала былого блеска, интерес к профессиональному теннису начал спадать. Цикл из шести профессиональных турниров в рамках созданной Тилденом Ассоциации профессиональных игроков развалился, когда его организатор попал под суд по обвинению в растлении несовершеннолетних. Харрис, главный организатор профессиональных туров, рассчитывал на то, что с переходом в профессионалы новой звезды — Джека Креймера, бывшего безоговорочным лидером любительского тенниса, интерес публики снова возрастёт. Однако по мнению Харриса тур с участием Креймера и Баджа был бы более привлекателен для зрителя, чем с участием Креймера и Риггса. Поэтому он дал Баджу ещё один шанс, объявив, что соперником Креймера станет победитель чемпионата США среди профессионалов 1947 года. Высокие гонорары, обещанные участникам тура, заставили и Дона, и Бобби играть осторожнее обычного, избегая риска, и финал между ними оказался затяжным. Бадж выиграл первый сет, затем Риггс выиграл два, но Дон снова сравнял счёт. В пятом сете Бобби применил против своего более возрастного соперника весь арсенал своих ударов, не позволяя тому использовать в полной мере свои мощные подачу и удар закрытой ракеткой, и сумел довести дело до победы.

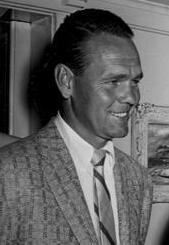
Джек Креймер в конце 1940-х годов

Таким образом именно Риггс, а не Бадж подписал осенью контракт на сумму в 100 тысяч долларов на участие в туре с Креймером. Первый матч нового тура состоялся в «Мэдисон-сквер-гардене» в присутствии более чем 15 тысяч зрителей, приехавших посмотреть его несмотря на сильнейшую метель (в этот день в Нью-Йорке всего за 18 часов выпало самое большое за 76 лет количество снега). Этот матч Риггс выиграл, ошеломив соперника необычным для себя агрессивным атакующим стилем. Эта стартовая победа дала ему основания потребовать у Харриса пересмотра долей, обещанных участникам тура: если Креймер, как любимец публики, должен был получить 35 % от чистой прибыли, то Бобби изначально было обещано вдвое меньше, но после первой победы он добился увеличения своей доли на 2,5 %. В дальнейшем, однако, равной борьбы в туре не получилось: с момента, когда счёт в туре был 15-13, более молодой Креймер доминировал безоговорочно, особенно после того, как улучшил свою вторую подачу, и одержал общую победу со счётом 69-20. Однако прибыли от тура были рекордными, и Риггс, даже проиграв, получил больше 45 тысяч долларов. Дополнительные туры в Южной Америке и Европе принесли организаторам ещё 135 тысяч. Надежды Риггса взять реванш хотя бы на профессиональном чемпионате США 1948 года не сбылись — Креймер обыграл его в финале даже легче, чем перед этим в полуфинале Баджа (полуфинал продолжался пять сетов, финал — четыре, хотя в первом сете борьба шла до счёта 14-12).
Год спустя, когда Креймер выступал в Европе, Риггс в четвёртый раз встретился с Баджем в финале профессионального чемпионата США и завоевал свой третий титул на этом турнире. Однако это не отменяло того факта, что борьба шла по сути дела лишь за звание второй ракетки мира среди профессионалов, что и было отмечено освещавшими турнир журналистами. Такое положение Риггса не устраивало, к тому же четыре года, проведённых в постоянных разъездах из города в город (один только тур с Креймером длился 18 месяцев), его истощили не только физически, но и морально. Он стал сокращать выступления как игрок, сосредоточившись на административной работе в рамках профессионального тура, руководителем которого стал Креймер. Официально игровая карьера Риггса завершилась в 1952 году.

### Финалы турниров профессионального Большого шлема

#### Одиночный разряд (3-3)
| Результат | Год  | Турнир            | Покрытие | Соперник в финале | Счёт в финале            |
| --------- | ---- | ----------------- | -------- | ----------------- | ------------------------ |
| Поражение | 1942 | Чемпионат США     | Трава    | Дон Бадж          | 2-6, 2-6, 2-6            |
| Победа    | 1946 | Чемпионат США     | Трава    | Дон Бадж          | 6-3, 6-1, 6-1            |
| Победа    | 1947 | Чемпионат США (2) | Трава    | Дон Бадж          | 3-6, 6-3, 10-8, 4-6, 6-3 |
| Поражение | 1948 | Чемпионат США     | Трава    | Джек Креймер      | 12-14, 2-6, 6-3, 3-6     |
| Поражение | 1949 | Чемпионат Уэмбли  | Трава    | Джек Креймер      | 6-2, 4-6, 3-6, 4-6       |
| Победа    | 1949 | Чемпионат США (3) | Трава    | Дон Бадж          | 9-7, 3-6, 6-3, 7-5       |

#### Парный разряд (3-2)
| Результат | Год  | Турнир            | Покрытие | Партнёр        | Соперники в финале        | Счёт в финале           |
| --------- | ---- | ----------------- | -------- | -------------- | ------------------------- | ----------------------- |
| Победа    | 1942 | Чемпионат США     | Трава    | Дон Бадж       | Брюс Барнс Фрэнк Ковакс   | 2-6, 6-3, 6-4, 6-2      |
| Поражение | 1946 | Чемпионат США     | Трава    | Уэлби ван Хорн | Фрэнк Ковакс Фред Перри   | 6-1, 3-6, 5-7, 4-6      |
| Победа    | 1947 | Чемпионат США (2) | Трава    | Дон Бадж       | Фрэнк Ковакс Фред Перри   | 7-5, 9-7, 4-6, 11-9     |
| Поражение | 1948 | Чемпионат США     | Трава    | Дон Бадж       | Джек Креймер Панчо Сегура | 6-4, 7-5, 2-6, 5-7, 6-8 |
| Победа    | 1949 | Чемпионат Уэмбли  | Трава    | Джек Креймер   | Динни Пейлз Панчо Сегура  | 3-6, 4-6, 6-3, 6-4, 6-1 |

## Стиль игры и манера поведения
В результате работы с женщиной-тренером Бобби Риггс выработал манеру игры, непохожую на стиль большинства ведущих американских теннисистов его времени. Если Дон Бадж, Джек Креймер и другие знаменитые игроки обладали мощной подачей, после которой устремлялись к сетке, чтобы закончить розыгрыш мяча одним ударом, для Риггса, особенно в первые годы пребывания в теннисной элите, была характерна упорная, затяжная игра с задней линии, характеризующаяся не слишком мощными, но филигранно точными мячами (в том числе и с подачи), постоянным ожиданием ошибки со стороны соперника и стремлением «вытащить» каждый мяч. Таких игроков (сходный стиль исповедовал и низкорослый Битси Грант) называли «буксирами» (англ. pushers). Стремясь измотать соперников и не дать им возможности использовать их лучшие удары, Риггс умело обводил их по линии и чередовал в своей игре укороченные мячи со свечами (Креймер называет его свечи лучшими в мире). Он был способен закручивать мячи сколь угодно сильно — его укороченный мяч, едва перевалив сетку, резко и неожиданно отскакивал далеко в сторону, а иногда случалось и такое, что, ударившись о корт на стороне соперника, мяч затем отскакивал обратно, не позволяя тому нанести удар. Для Риггса был характерен проводимый заранее глубокий анализ манеры игры соперников, их сильных и слабых сторон, на основании которого он строил тактику борьбы с ними — такой подход также привила ему Эстер Бартош после первых поражений от более крупных и физически сильных игроков.
Риггс был намного лучшим игроком, чем кто-либо сможет теперь представить. Его даже не упомянут в одной фразе с Андре Агасси, Питом Сампрасом и так далее, но поверьте мне, он бы против них поиграл.
Сам Риггс называл такую манеру игры, практически лишённую собственных ошибок, но заставляющую ошибаться противника, «герметичным теннисом» (англ. Airtight tennis). В то же время с годами Бобби стал намного более универсальным игроком и, хотя по-прежнему предпочитал медленные корты, дающие преимущество игрокам оборонительного стиля, в его арсенале появились и выходы к сетке, и удары с лёта, позволявшие ему успешно выступать на травяных кортах. На пике карьеры Бобби мог передвигаться по корту легко и стремительно и не терял самообладания ни проигрывая, ни ведя в счёте. Теннисист Джордж Гондолман называет удары Риггса «грациозными» и «текучими», и даже спортивные журналисты, долгое время пренебрежительно отзывавшиеся о нём как об игроке, к 1941 году сменили тон, отмечая точность и отработанность его ударов в сочетании со способностью резко усилить игру в нужный момент, а также тактическое превосходство над соперниками.
Однако даже в лучшие свои годы на корте Бобби Риггс не выглядел чемпионом. Современники и биографы отмечают его невысокий рост и «утиную» походку, особенно выделявшиеся на фоне статных и атлетичных игроков на другой стороне корта. Мало кто кроме специалистов понимал всю своеобразность и эффективность игры Риггса, и болельщики продолжали делать ставки на его соперников. Бобби умело пользовался этим, давая игрокам более низкого класса повести в счёте — иногда на несколько геймов, а порой и на целый сет; на неискушённый взгляд могло показаться, что он на грани поражения. Это позволяло ему и его старшему брату Джону заключать выгодные пари на трибунах, и только получив от Джона условный сигнал, что тот собрал достаточно ставок, Бобби начинал играть в полную силу. Зная об этой манере Риггса искусственно занижать свои шансы в глазах букмекеров, игроки и историки тенниса впоследствии выдвигали предположение, что разгромное поражение от Готфрида фон Крамма накануне Уимблдонского турнира 1939 года могло быть тоже не более чем частью аналогичной тактики. Иногда матчи с теннисистами более низкого класса, напротив, приобретали издевательский характер, когда Риггс гонял соперника по всему корту, отрабатывая на нём весь богатый арсенал своих приёмов. Сам он признавался, что испытывал «дьявольское наслаждение», дразня соперника, затягивая игру и искусственно сохраняя небольшую разницу в счёте.
Том Лекомпт подчёркивает, что как на корте, так и за его пределами Риггса отличало постоянное стремление соревноваться и побеждать. Если перед матчем он не бился об заклад, он не мог заставить себя играть в полную силу. В то же время победа, одержанная в борьбе, была для Бобби не менее важна, чем финансовая сторона дела, и случалось, что он возвращал ставку, если видел, что соперник не борется; с другой стороны, он никогда не был готов признать собственное поражение, всегда пытаясь добиться реванша и крайне неохотно отдавая проигранные деньги. Однополчане Риггса по Тихоокеанскому театру боевых действий, сами бывшие первоклассными спортсменами, вспоминали, что он добивался победы вне зависимости от того, в каких состязаниях участвовал — играли ли они в покер, метали карты в мусорную корзину, бросали мяч в баскетбольное кольцо или запускали поднос по барной стойке так, чтобы он проехался до конца, но не упал. Но между прочими состязаниями и теннисом, по словам Лекомпта, существовала принципиальная разница. За пределами корта Бобби в поисках преимущества в игре не гнушался самыми неприглядными методами, вплоть до мошенничества, что иногда доходило до абсурда — как в случае, когда при игре в орлянку его сторона монеты начала выпадать вдвое чаще, чем сторона его соперника. Однако в теннисе он никогда не пересекал черту, отделяющую честную игру от жульничества, хотя и не пренебрегал методами психологической борьбы. Риггс умел вывести соперника из равновесия не только игровыми методами, но и парой небрежно брошенных фраз, жестом или взглядом. Хотя теннис считался джентльменской игрой, психологическое давление на соперника не всеми игроками воспринималось как нечто недопустимое, и Риггс не был в этом отношении ни исключением, ни даже однозначно лучшим специалистом. Активно пользовался такими приёмами в частности один из соперников Риггса в начале 1940-х годов — Фрэнк Ковакс, неоднократно добивавшийся побед над Бобби благодаря умелой психологической игре. Риггс также дважды проигрывал Гилу Ханту, успешно провоцировавшему его на неверную оценку ситуации на корте (в том числе на чемпионате США 1938 года). Теннисный историк Бад Коллинз не разделял мнение Лекомпта о полном отказе Риггса от мошенничества в теннисе, вспоминая как минимум один случай, когда Риггс и его партнёр по корту в 1940-е годы явным образом сдали матч, выигрывая 2:0 по сетам.
Хотя Бобби мог быть жесток в том, что касалось состязания с другими людьми, Том Лекомпт пишет, что ему была не чужда щедрость. Он предоставлял свою машину другим игрокам, подвозя их на соревнования, в его доме неоднократно жили почти чужие люди, он охотно делился с окружающими деньгами, временем, полезными советами. Лекомпт предлагает два возможных объяснения этой черте характера — религиозное воспитание или стремление быть в центре внимания, потребность в благодарности других людей. Несмотря на кривые зубы, постоянное небрежное отношение к внешнему виду и голос, который Лекомпт называет скрипучим, «почти ноющим», Бобби часто добивался успеха у женщин, возможно, расценивая его как победу в очередной игре, и, как и в других играх, не чурался грязных приёмов. Например, если нравящаяся ему девушка увлекалась другим игроком, Бобби мог «по секрету» поведать ей, что его соперник гомосексуален. В основном отношения с женщинами в жизни Риггса не затягивались дольше нескольких встреч на протяжении одного турнира, а брак и семейная жизнь не входили в число его приоритетов, но дважды он увлекался всерьёз — сначала Кей Фишер, а позже Присциллой Уилан.

## Спортивный промоутер
После разгромного поражения от Креймера в совместном туре Риггс понял, что для привлечения интереса публики к профессиональному теннису нужен новый претендент. В рамках подготовки к «Теннисному туру Бобби Риггса на звание чемпиона мира» они с Креймером намеревались подписать контракт с известным американским теннисистом Тедом Шрёдером — чемпионом США 1942 года, обладателем Кубка Стэнли 1946 года и победителем Уимблдонского турнира 1949 года. Были уже достигнуты предварительные договорённости, но в последний момент Шрёдер поддался на уговоры национальной теннисной ассоциации и согласился снова присоединиться к сборной США в Кубке Дэвиса. Позже он проиграл в финале чемпионата США молодому, талантливому, но не слишком опытному Панчо Гонсалесу, и в итоге именно Гонсалес заключил контракт на участие в туре против Креймера, стартовавшем уже в октябре 1949 года. Однако ожидания, что он окажется более сложным соперником для Креймера, чем Риггс, не оправдались. Из первых 26 матчей Джек выиграл 22, в том числе со счётом 6-0, 6-0 в Уотерлу (Онтарио). К январю счёт по победам был 42-8, к концу февраля — 59-18 и к маю 71-21. Убедившись в неравенстве сил, публика стала терять интерес к туру, делавшему всё меньшие сборы и под конец проходившему порой в практически пустых залах. Помимо того, что в 21 год Гонсалес ещё не достиг того высокого класса игры, который демонстрировал Креймер, он также не отличался мягкостью характера и перессорился со всеми остальными участниками тура. Панчо Сегура — один из членов второй пары участников тура — покинул группу до его окончания, и Риггсу пришлось занять его место, играя против Фрэнка Паркера. 21 мая, после 123-го матча между Креймером и Гонсалесом, американский тур был остановлен, а его европейское продолжение отменено ввиду физического и морального истощения обоих главных участников (у Креймера к этому добавился диагностированный летом артрит).
Этот тур также положил конец браку Бобби с Кей. Его жена, в надежде видеть мужа почаще, присоединилась к организации тура, оставив двух сыновей у родственников, но структура тура была такой, что она почти постоянно передвигалась впереди основной группы, и её контакты с Бобби свелись к телеграммам и телефонным разговорам. Тем временем Риггс проводил время в обществе других женщин, не видя во временных отношениях ничего плохого. Как во время туров, так и между ними он почти не проводил времени дома, с детьми, предпочитая в свободные дни играть в теннис в Лос-Анджелесском теннисном клубе. Сразу после окончания тура в мае 1950 года Кей подала на развод. В июле была достигнута полюбовная сделка, по условиям которой Кей получала опекунство над обоими детьми, а Бобби должен был выплачивать ей 700 долларов ежемесячно.
В поисках возможностей привлечь зрителей к теннисному туру Риггс загорелся идеей сделать его главной звездой Гасси Моран — молодую американскую теннисистку, незадолго до этого скандально прославившуюся в ходе Уимблдонского тура 1949 года. К этому турниру популярный спортивный модельер Тед Тинлинг создал для Гасси новый костюм, частью которого были обшитые кружевами трусики, пикантно выглядывавшие из-под юбки, когда она тянулась за мячом. Тинлинг был на долгие годы отлучён от Уимблдона, сама Гасси получила от организаторов турнира выговор за то, что роняет его достоинство, но её костюм уже произвёл фурор и сделал её знаменитостью. Риггс рассчитывал, что имя Моран привлечёт зрителей. С ней был заключён контракт, гарантировавший ей 35 тысяч долларов гонорара и 30 % прибылей от тура (Мелисса Айзексон, автор биографической статьи о Моран, называет более высокую сумму — 87 тысяч). Креймер получал 25 % прибылей, Сегура, ставший его основным противником — 5 % прибылей и гарантированный гонорар в размере 1000 долларов в неделю. Остальные 40 % прибылей предназначались Риггсу как промоутеру, а соперница Моран получала только зарплату. Однако Бобби допустил критическую ошибку, подписав на роль соперницы Моран Полин Бетц — сильнейшую теннисистку США и мира первой половины 1940-х годов. Их класс оказался совершенно несопоставим, и тур, с самого начала привлекавший меньше зрителей, чем в прошлом (его первый матч в Нью-Йорке посетили только 6,5 тысяч — меньше, чем стартовый матч любого тура до этого), стал терять и эту небольшую аудиторию. Риггс и Креймер уговаривали Бетц «подвернуть ногу», чтобы у них была возможность её заменить, а когда она с негодованием отказалась, попросили её хотя бы не играть в полную силу. Та старалась пойти им навстречу, но не могла себя заставить намеренно играть плохо, а когда Моран наконец выиграла один матч, Бетц покинула корт в слезах, устроив Риггсу сцену. Бобби предпринял ещё одну попытку сделать тур пикантнее для публики, тайком надрезав бельё Гасси перед пресс-конференцией, но она обнаружила это и пришла в ярость. В конечном счёте тур был свёрнут в марте 1951 года, собрав втрое меньше денег, чем тур Риггса и Креймера за два года до этого.
После того, как тур с участием Моран и Бетц провалился, Креймер решил отказаться от дальнейших услуг Риггса в качестве промоутера и в дальнейшем работать самостоятельно. Осенью 1951 года состоялась последняя попытка Риггса реабилитироваться в качестве промоутера — он организовал показательное турне с участием сборных звёзд двух профессиональных бейсбольных лиг — Национальной и Американской. В организацию этого тура им и Креймером было вложено 250 тысяч долларов собственных денег, но идея оказалась неудачной — в отличие от тенниса, эпоха бейсбольных показательных туров уже отошла в прошлое, к тому же по времени тур совпал с сезоном НФЛ, отвлекавшей внимание потенциальных зрителей. В итоге тур оказался провальным, и Бобби был вынужден выплатить Креймеру значительную сумму денег, чтобы компенсировать его финансовые потери.

## Второй брак
Завершив активную игровую карьеру и потерпев неудачу в качестве промоутера, Риггс обосновался во Флориде, где устроился на работу в качестве теннисного тренера в отеле Roney Plaza в Майами. Одновременно он с присущей ему энергией принялся совершенствоваться в игре в гольф. За относительно короткое время он достиг существенных успехов, позволяющих ему играть с богатыми туристами на деньги, хотя и не сравнялся в классе с ведущими мастерами. Обыкновенно перед началом и по ходу таких матчей участники договаривались о гандикапе, предусмотренном правилами, чтобы уравнять шансы игроков разного уровня; Риггс стал одним из мастеров психологической игры, точно оценивая уровень соперников и их психологические слабости и регулярно добиваясь для себя более выгодных условий, чем требовал его реальный класс. По его собственному выражению, гольф представлял собой «бильярд на открытом воздухе», и в соответствии с бильярдной терминологией таких, как Риггс, называли каталами (англ. hustlers). Пари с наивными приезжими приносили ему намного больше денег, чем номинальная работа в отеле — из рук в руки порой переходили тысячи и десятки тысяч долларов в день, а в одном из матчей против нефтяного магната Рэя Райана Бобби, по собственным словам, выиграл 180 тысяч долларов (через неделю проиграв всю эту сумму тому же Райану в джин).
В марте 1952 года, не дожив десяти дней до 85 лет, в Калифорнии умер отец Бобби, Гидеон Риггс. Сам Бобби примерно в это же время познакомился в Майами с Присциллой Уилан — младшей дочерью миллионера Р. Б. Уилана, создателя и владельца компании American Photograph Corporation, располагавшей более чем 360 фотоателье по всей стране; одновременно Уилан занимался торговлей недвижимостью. Присцилла, как и Риггс, недавно развелась с первым мужем, чьего сына Джона её отец официально усыновил, и между ней и Бобби начался роман, уже в сентябре 1952 года приведший к свадьбе. После медового месяца в Европе молодые поселились в одном из принадлежащих Уиланам домов в Майами. Р. Б. Уилан передал Присцилле и Бобби права опекунства над Джоном, и тот вырос, относясь к Риггсу, как к настоящему отцу. Вскоре Присцилла забеременела, родив второго сына — Джеймса — 3 июля 1953 года. Ещё две беременности последовали одна за другой в достаточно короткие сроки; дочь Дороти родилась 18 июня 1954 года, а последний ребёнок Присциллы и Бобби, Уильям, 31 июля 1956 года.
Чтобы отвлечь Риггса от постоянной игры в гольф и на тотализаторе, Присцилла уговорила отца назначить Бобби на пост исполнительного вице-президента компании — аналогичную должность уже занимал муж её старшей сестры, адвокат Майк Грайми. В соответствии с высокой должностью Риггс получил ежегодную зарплату в размере 80 (позже 100) тысяч долларов, роскошный кабинет и персонального секретаря, у которого в свою очередь была собственная секретарша. В отличие от Грайми, однако, непоседливому и несерьёзному Бобби поручалось крайне немного конкретной работы, а когда такое случалось, к нему приходилось приставлять дополнительного работника, чтобы тот не давал ему отвлекаться. Риггс тяготился конторской работой и регулярным рабочим днём, скучал на совещаниях совета директоров и вызывал неприязнь подчинённых, не видевших с его стороны соответствия занимаемой высокой должности. Уилану и Грайми удалось частично найти выход из положения, поручая Бобби задачи, которые позволяли бы ему разъезжать из города в город — например, выступления перед работниками филиалов или контакты с потенциальными клиентами.
Семейная жизнь Риггсов тоже не складывалась. Бобби часто пропадал по вечерам из дома, засиживаясь за игрой в карты или снова играя в гольф. Он также спал с другими женщинами, однажды заразив жену лобковыми вшами. Чувствуя себя одинокой, Присцилла начала пить, и между ними участились ссоры. Роль отца Бобби играл с трудом — он периодически занимался с детьми спортом или смотрел с ними телевизор (также только спортивные программы), но в остальном устранился от процесса их воспитания. При этом, когда он брался их тренировать, в нём просыпался его обычный соревновательный дух, и он не мог заставить себя поддаваться, нанося им одно поражение за другим. В этих условиях только Ларри — сын Бобби от первого брака — нашёл в себе силы заниматься спортом на серьёзном уровне, став сначала игроком, а затем тренером теннисной сборной Пеппердинского университета. Джон Риггс стал учёным-богословом, Бобби-младший — бизнесменом, Дороти — художницей, Билл — исследователем азиатской философии (ещё один сын, Джеймс, у которого в подростковом возрасте была диагностирована шизофрения, умер в 22 года от передозировки героина). По словам Джона Риггса, дети поняли, что лучше всего строить отношения с Бобби не как с отцом, а как с приятелем; но даже и в таких отношениях он иногда использовал их в весьма неэтичной форме — однажды он заключил пари с приятелями на результат теннисного матча Ларри, а в другой раз, уже в 1980-е годы, переспал с подружкой Билла.
Безответственное поведение Риггса, его пристрастие к азартным играм и отсутствие интереса к семейной жизни заставили Присциллу отправить мужа к психологу для лечения от игровой зависимости, однако из этого ничего не вышло, поскольку Бобби практически сразу же «совратил» самого доктора, с которым проводил дальнейшие встречи за игрой в джин. В конце концов Присцилла подала на развод. Она сообщила Бобби о своём решении в ноябре 1971 года, и в феврале 1972 года их брак был расторгнут. В качестве отступного Бобби получил порядка четверти миллиона долларов за акции American Photograph Corporation, которые ему были ранее переданы отцом Присциллы (эта сумма указана в биографии Риггса, изданной Томом Лекомптом в 2003 году; согласно другому источнику — книге Селены Робертс 2005 года, при разводе Риггс получил около миллиона, а журналист ESPN Дон ван Натта пишет, что сумма превосходила миллион).

## Возвращение в теннис
Хотя формально профессиональная игровая карьера Риггса завершилась в начале 1950-х годов, а в 1967 году он уже стал членом Национального зала теннисной славы (в дальнейшем Международный зал теннисной славы), играть в теннис он не прекращал. После переезда в Нью-Йорк он делил своё время между кантри-клабами на Лонг-Айленде, теннисным клубом Rip’s в Западном Манхэттене и Теннисным центром в центральной части Манхэттена. Как и в случае гольфа, в теннис Риггс играл на деньги, но между этими двумя играми было существенное отличие. Если в гольфе Бобби был одним из многих, и сильные игроки могли даже давать фору ему, то в теннисе бывшей первой ракетке мира приходилось уже самому предоставлять гандикап практически всем, кто соглашался с ним играть.
Базовые виды гандикапа в теннисе были разработаны давно, и Риггс был знаком с ними ещё по своим ученическим годам в Лос-Анджелесе. Более слабому участнику матча можно было дать несколько геймов или даже сет вперёд, предоставить ему возможность начинать геймы со счёта 30-0 или выделить определённое количество очков, которые он мог сам распределять по ходу матча так, как ему было удобно. Существовали виды гандикапа, не касающиеся счёта и вместо этого предоставляющие слабым игрокам более удобные условия игры: им могли засчитывать мячи, попадающие в коридоры вдоль корта (обычно используемые только при парной игре), или же их сопернику не разрешалось подавать вторично, и любая подача, попадавшая в сетку или за пределы корта, стоила ему очка. Однако уже в это время Бобби начал применять собственные уникальные виды гандикапа — например, играл в зимней шубе. В Нью-Йорке число таких необычных гандикапов стремительно росло. Риггсу приходилось играть, держа в левой руке зонтик или чемодан — даже во время подачи. Ему могли навешивать грузы на специальный пояс или браслеты, надетые на руки, он играл парные встречи, будучи прикован цепью к партнёру или меняясь с ним ракеткой, а в одиночных встречах мог держать на поводке одну или двух собак (порой в роли «партнёра» мог выступать осёл, слон или львёнок). Бобби играл в ластах, с ведром воды, со скамейками, расставленными на его половине корта; однако, каким бы серьёзным ни был предоставляемый соперникам гандикап, Бобби как правило побеждал — разница в классе оставалась слишком большой. Сам Риггс использовал необычный гандикап, встречаясь с Артуром Эшем — ведущим американским теннисистом-любителем второй половины 1960-х годов: перед началом матча он рассыпа́л на половине корта, где играл Эш, теннисные мячи, так что тому приходилось лавировать между ними, чтобы не упасть.
В конце 1960-х годов началась Открытая эра в истории тенниса: игроки-профессионалы наконец были допущены к участию в престижных турнирах, до этого доступных только официальным любителям. Это позволило Риггсу и другим бывшим профессионалам принимать участие в соревнованиях ветеранов на Уимблдонском турнире и Открытом чемпионате США. Ветеранский теннис, минимальным возрастом для участия в котором были 45 лет, был не таким скоростным и атлетичным, обмены ударами становились затяжными, и в этих условиях психологические и тактические навыки игроков выходили на первый план, что давало Риггсу неоспоримое преимущество. Бобби появился на турнире ветеранов на Уимблдоне уже в 1968 году, рассчитывая принять участие в паре с Панчо Сегурой, но накануне турнира повредил руку и вынужден был отказаться от игры. В дальнейшем, однако, он наверстал упущенное и в 1969 году стал чемпионом США среди ветеранов на всех видах кортов — травяных, грунтовых и хардовых, не потерпев ни одного поражения за год. В следующие три года он завоевал ещё четыре чемпионских титула на разных покрытиях в одиночном разряде и столько же в парном. В 1970 году он стал чемпионом Уимблдона в паре с Ярославом Дробным.
Возвращение к настоящей игре с равными соперниками радовало Риггса, но ему не хватало заполненных трибун и финансового стимула. Матчи ветеранов обычно собирали лишь небольшое число болельщиков — преимущественно родственников и друзей, а призовые суммы были ничтожными. Бобби начал выступать в прессе с заявлениями, что соревнования ветеранов зрелищней и выше уровнем, чем, в частности, женский теннис, и настаивал на том, что и призовые в ветеранском теннисе должны быть более высокими.

## «Битва полов»
Рост популярности тенниса после начала Открытой эры побудил Риггса взяться за работу над новой автобиографией. Его соавтором стал австралийский теннисный журналист Джордж Макганн. Макганн, недовольный тем, что обычно любящий поболтать и похвастаться Бобби был непривычно сдержан в своих откровениях, всячески пытался его разговорить на больные для того темы. Среди вопросов, которые он задавал Риггсу, был и вопрос о том, какое место в мужской теннисной иерархии может занимать игрок, способный победить Билли Джин Кинг — на тот момент лидера женского профессионального тенниса и борьбы за равные призовые для женщин. В то время Бобби отмахнулся от вопроса, сказав, что даже он сам мог бы это сделать. Тем не менее, в 1971 году он вернулся к этой теме в своём интервью журналу Sports Illustrated и заявил уже публично, что способен обыграть и Кинг, и её основную соперницу в борьбе за первенство в женском теннисе — Маргарет Корт. В это время, однако, Кинг отказалась принимать его вызов всерьёз.
После развода с Присциллой Бобби переехал из Нью-Йорка в Калифорнию, где поселился в курортном городе Ньюпорт-Бич. Его знакомый, застройщик Герсон Бакар, сдавал ему дом бесплатно в обмен на участие в рекламе (наряду с актрисой Ракель Уэлч Бобби был его самым известным съёмщиком) и работу директором местного теннисного центра на шесть кортов. Риггс чувствовал себя одиноким и ненужным, компанию ему в основном составлял поселившийся с ним старший брат Дейв, с которым Бобби мог просиживать целые ночи, выпивая одну банку пива за другой.
В начале 1973 года другой бывший ведущий теннисист, Тони Траберт, столкнувшись с Риггсом в Лос-Анджелесском теннисном клубе, напомнил ему о проекте матча против звезды женского тенниса. Траберт и их общий знакомый, застройщик Рэй Уатт, предложили проспонсировать такой матч, если он пройдёт в Рамоне — развивающемся городе недалеко от Сан-Диего, в рекламе которого был заинтересован Уатт. Приз победителю матча составил 10 тысяч долларов — из них 5 тысяч собственных денег Риггса. Кинг отклонила и это предложение, но Бобби удалось добиться согласия на матч у Маргарет Корт. Права на трансляцию матча приобрела компания CBS, полностью покрывшая затраты Риггса и гарантировавшая Корт 10 тысяч долларов за сам факт участия. Риггс, бывший на 5 сантиметров ниже Корт и набравший много лишнего веса за последнее время, начал энергично тренироваться и сел на диету, богатую витаминами и биогенными элементами (ведущий голливудский диетолог Рео Блэр прописал ему 415 разнообразных пилюль в день — с экстрактом печени, порошковым белком, концентратом проросшей пшеницы и сои и т. д.). Одновременно он вёл шумную кампанию в прессе, оказывая психологическое давление на Корт и, как в прежние времена, готовился к матчу с ней индивидуально, изучая её слабости.

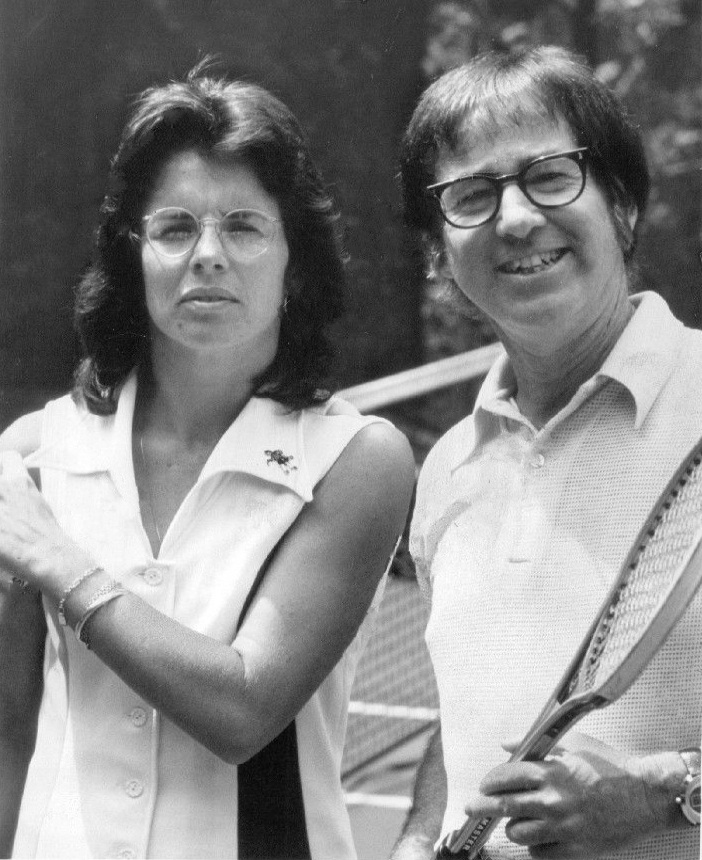
Билли Джин Кинг и Риггс в 1973 году

Матч состоялся 13 мая 1973 года, в День матери, и окончился разгромной победой Риггса — атлетичная Корт не смогла приноровиться к его тактической схеме, включавшей развод мяча по углам корта и чередование свечей с укороченными ударами, а сама, раз начав нервничать, допускала множество ошибок на подаче. После этого Кинг, опасаясь, что поражение Корт от 55-летнего ветерана погубит ещё не устоявшуюся репутацию женского тенниса, в свою очередь согласилась на матч с Риггсом. Тот, уверовав в свою способность обыграть лучших женщин-теннисисток, забросил тренировки, заменив их показательными встречами с теннисистами-любителями, вёл разгульный образ жизни и всячески рекламировал предстоящий матч, выступая в СМИ с провокационными заявлениями против женского равноправия вообще и в спорте в частности. Его издатель ускорил выпуск автобиографии, с которой всё началось — она увидела свет под названием The Court Hustler (с англ. — «Катала на корте» или «Придворный катала»). С помощью спортивного промоутера Джерри Перенчио, чьей специализацией были бои знаменитых боксёров, матч получил прозвище «Битва полов» и широкое освещение в прессе, в качестве арены был выбран большой крытый стадион «Астродом» в Хьюстоне, за права на трансляцию компания ABC заплатила 750 тысяч долларов (затем с лихвой возместив эти деньги за счёт продажи рекламного времени), а приз победителю составлял 100 тысяч. Было продано свыше 30 тысяч билетов, а телевизионная аудитория в разных странах мира составила, по некоторым данным, более 100 миллионов зрителей.
В отличие от матча с Корт, встреча с Кинг должна была идти до победы в трёх сетах. С одной стороны, это давало ABC возможность заполнить больше экранного времени, с другой же — должно было помочь Кинг доказать, что женщины-теннисистки способны выдерживать такие же нагрузки, как мужчины. Учитывая разницу в возрасте и растренированность, для Риггса потенциальный пятисетовый поединок был бы даже более тяжёлым, чем для его соперницы, находящейся на пике формы. Кроме того, они должны были играть на быстром покрытии Sportface, менее удобном для Бобби. Тем не менее, большинство любителей тенниса считало, что он снова выйдет победителем. Однако с самого начала матча Риггс, страдавший от болей в локте и от расстройства желудка из-за принимаемых лекарств, стал быстро уставать. Он допускал нехарактерные для себя ошибки, а Кинг, поняв, что Бобби находится в плохой физической форме, применила против него то же оружие, что он сам применял против Корт — затяжные розыгрыши, изобилующие укороченными ударами и мячами, отправляемыми в дальние углы корта. Она также умело использовала главную слабость в игре Риггса — удар закрытой ракеткой. Матч продолжался всего три сета и закончился победой Билли Джин со счётом 6-4, 6-3, 6-3. Результат был настолько неожиданным, что позже Риггса многократно обвиняли в том, что он проиграл намеренно — из-за денег или по какой-либо другой причине.

## Последние годы жизни
После матча с Кинг Риггс попытался настаивать на реванше, но получил отказ. Став, по определению Тома Лекомпта, самым узнаваемым неудачником в мире спорта, он на полгода впал в депрессию и сильно пил, однако затем обнаружил, что даже такая сомнительная известность несёт с собой новые предложения. Подскочившие продажи леденцов Sugar Daddy, которые он рекламировал в ходе «Битвы полов», обернулись для Риггса продолжением сотрудничества с компанией Nabisco, приносившего ему в дальнейшем от 40 до 50 тысяч долларов в год. Он был также взят на работу в фешенебельный отель «Тропикана» в Лас-Вегасе директором теннисного центра и распорядителем казино. По собственным оценкам, сделанным в 1978 году, Риггс проводил в год от 40 до 50 показательных матчей, в основном со всевозможными знаменитостями, и зарабатывал около 300 тысяч долларов (хотя к тому моменту интерес к мероприятиям с его участием снова начал спадать). Бобби возобновил участие в ветеранских турнирах и в 1979 году стал первым теннисистом в возрастной категории старше 60 лет, которому удалось в один сезон собрать титулы чемпиона США на всех видах покрытий — на траве, грунте, открытых хардовых кортах и в помещениях. Вторично он добился этого успеха в 1983 году, а в целом долгое время уступал по числу титулов чемпиона США только Гарднару Маллою, который не прерывал теннисной карьеры с 1930-х годов, постоянно участвуя в турнирах во всех возрастных категориях.
Помимо рядовых показательных матчей и участия в соревнованиях ветеранов, Риггс продолжал участвовать во всякого рода состязаниях на пари. Он провёл забеги на дистанцию в одну милю против легкоатлета-олимпийца Джима Райана (получив от того фору в полмили) и на дистанцию в 50 миль по Долине Смерти против австралийского стайера Билла Эммертона (также с форой в половину дистанции). Оба этих забега он выиграл. В 1984 году Бобби встретился в матче в гольф с ведущей гольфисткой Мэрилинн Смит, в качестве гандикапа выговорив себе право один раз на каждой лунке выбрасывать мяч на грин, и также одержал победу. В теннисе он участвовал в нескольких матчах мужских пар против женских, в том числе в десятую годовщину своего матча против Корт сыграв в паре с австралийцем Мэлом Андерсоном против Розмари Казалс (бывшей партнёрши Кинг по корту) и Венди Тернбулл. Этот матч Риггс и Андерсон выиграли, получив за победу 50 тысяч долларов. В 1985 году Риггс объединился с окончившим карьеру Витасом Герулайтисом против сильнейшей женской пары мира — Мартины Навратиловой и Пэм Шрайвер — в матче в Атлантик-Сити, победители которого получали полмиллиона долларов. Риггс, которому к этому времени исполнилось 67 лет, был старше обеих соперниц вместе взятых и, по определению журнала Vogue, представлял собой цепь с ядром, прикованную к ноге Герулайтиса. Женская пара победила со счётом 6-2, 6-3, 6-4. Хотя Бобби так и не удалось сыграть один на один с Билли Джин Кинг, в 1977 году он провёл против неё парный матч: вместе с Билли Джин играл друг Бобби, Гарднар Маллой, а на стороне Риггса — теннисистка-транссексуал Рене Ричардс. Как и в 1973 году, Кинг и её партнёр одержали быструю победу. Последние матчи такого рода с участием Риггса состоялись в конце 1993 года, когда ему уже исполнилось 75 лет. В сентябре, в 20-ю годовщину «Битвы полов» против Кинг, он сыграл в паре с ней против Навратиловой и Элтона Джона, одержав в этом матче победу. Вскоре после этого он уговорил 80-летнего Маллоя выступить в паре с ним против Дороти Чени и Кортес Мердок — чемпионок США в возрастной категории свыше 70 лет. К этому моменту Бобби уже с трудом передвигался, и почти всю работу в матче выполнил Маллой, вырвав победу со счётом 7-5, 7-5. В 1992 году Риггс был приглашён комментировать очередную «Битву полов» — на сей раз между Джимми Коннорсом и Мартиной Навратиловой. Однако перед матчем он поставил крупную сумму денег на то, что Коннорс не проиграет ни одного сета, и во время трансляции от волнения почти не мог говорить.

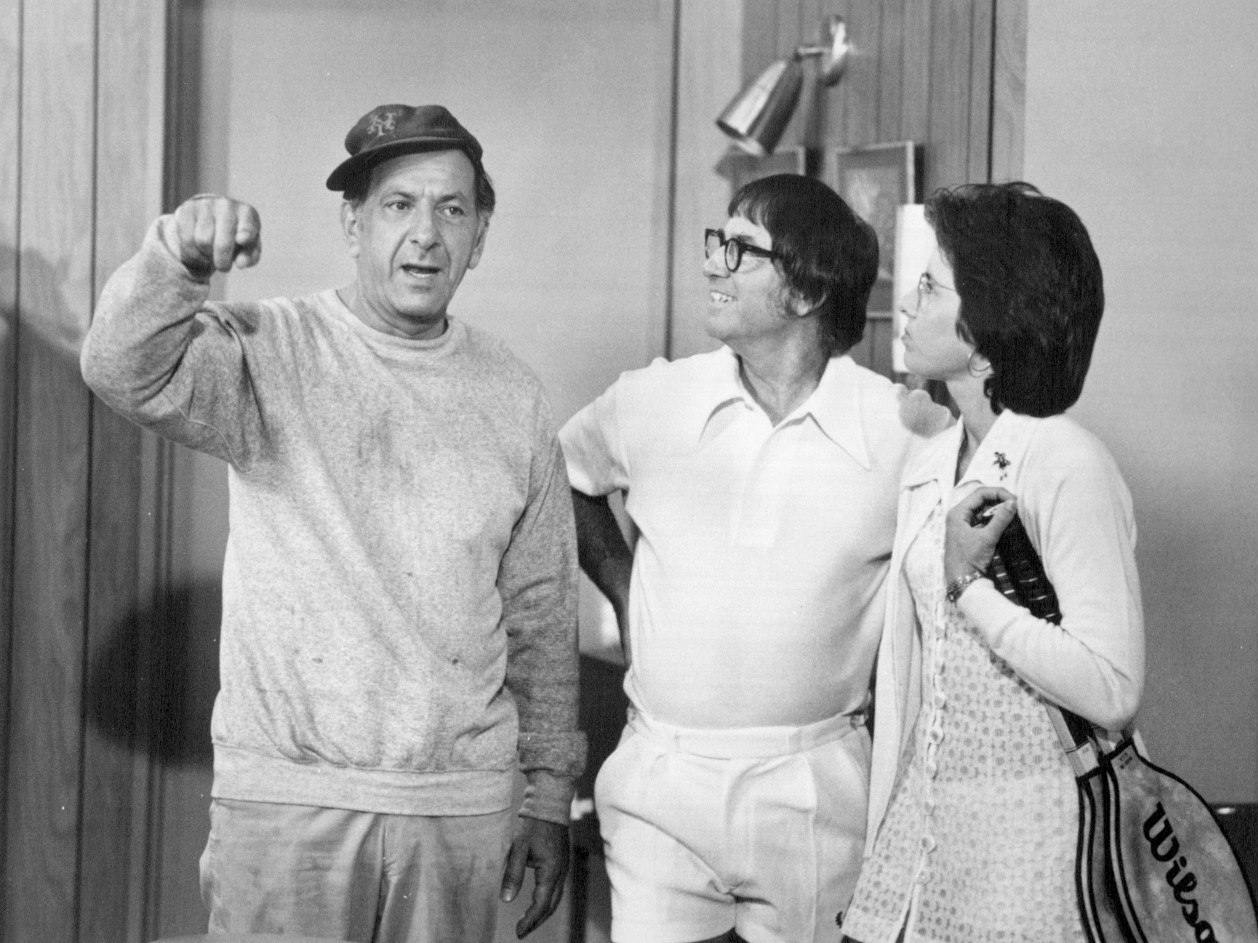
Джек Клагмен, Бобби Риггс и Билли Джин Кинг в сериале «Странная парочка»

Помирившись с Билли Джин, Бобби появлялся с ней на экране в популярном сериале «Странная парочка», где они проводили партию в настольный теннис. Он также появлялся в эпизодах телесериалов «Макмиллан и жена», «Завоюй любовь Кристи!» и «Любовь по-американски», как правило, играя самого себя, а в двух последних случаях — в паре с Розмари Казалс. В кинофильме «Ракетка» 1979 года Риггс сыграл эпизодическую роль безнравственного профессионального теннисиста. Свои деньги он вкладывал в различные предприятия и недвижимость, часто терпя на этом убытки.
В 1984 году сын Бобби Риггса Билл, проводивший время в его компании, нечаянно переехал ему ногу. Дело кончилось переломом, уложившим Бобби в больницу на три дня; позже он подал на сына в суд, требуя компенсацию в размере 100 тысяч долларов, и по итогам досудебного урегулирования получил половину этой суммы, но отношения с Биллом были надолго испорчены. Несколько лет в 1980-е годы у Бобби была связь с его личной секретаршей Мириам Хартман, с которой они сошлись в 1982 году; Хартман, которая была на 30 лет моложе Риггса, жила в его доме, а в разъездах часто представлялась как его жена. Расставание с ней, в отличие от разводов с двумя жёнами, не было полюбовным, и она даже грозила отсудить у Бобби алименты, получив в итоге дом, машину и 5000 долларов отступных.
В 1988 году у Риггса был диагностирован рак предстательной железы; при этом врачи сообщили ему, что метастазы уже распространились за пределы начального поражённого региона и радиотерапия даёт только 20-процентные шансы на выздоровление. Поэтому в июле 1989 года он прошёл орхиэктомию, дававшую ему 50-процентные шансы прожить ещё от 5 до 10 лет. В 1991 году Риггс вторично женился на Присцилле Уилан. Их новая связь началась с того, что Присцилла после смерти очередного мужа приценивалась к дому, который продавал Бобби, и роман вспыхнул с прежней силой. Брачную церемонию проводил сын Присциллы Джон, а в роли шафера выступал её пудель. Этот брак продлился до смерти Присциллы в марте 1995 года. Сам Бобби перенёс в 1993 году коронарное шунтирование, после которого его здоровье продолжало стремительно ухудшаться, хотя он продолжал играть в гольф и на тотализаторе, пока его не оставили силы; уже после смерти Присциллы ему были последовательно сделаны колостомия и уростомия. В апреле, вспоминая о своей роли в «Битве полов», Бобби шутил, что окончательно решил, какой должна быть его надгробная надпись — «Он принёс женщинам известность» (англ. He put women on the map). В последние месяцы жизни Риггс работал над созданием носящего его имя музея тенниса в Кардиффе-он-де-Си — районе Энсинитаса, который должен был открыться в декабре 1995 года, но не дожил до этого события: он скончался в октябре того же года в возрасте 77 лет от рака предстательной железы. Он завещал кремировать своё тело и развеять прах над теннисным кортом. Бобби Риггса пережили первая жена, живущая в Сент-Луисе, пятеро детей от первого и второго браков и четверо внуков.

## В кинематографе
В 2017 году вышел художественный фильм «Битва полов» (англ. Battle of the Sexes), посвященный знаменитому матчу между Билли Джин Кинг и Бобби Риггсом. Риггса сыграл Стив Карелл, главную роль его соперницы исполнила Эмма Стоун.